# Liste der Monuments historiques in Beauvoir (Oise)
Die Liste der Monuments historiques in Beauvoir (Oise) führt die Monuments historiques in der französischen Gemeinde Beauvoir auf.

## Liste der Objekte
| Bezeichnung                       | Beschreibung                      | Standort                      | Kennzeichnung | Schutzstatus | Datum | Bild |
| --------------------------------- | --------------------------------- | ----------------------------- | ------------- | ------------ | ----- | ---- |
| Gemälde Christus am Ölberg        | Erste Hälfte des 19. Jahrhunderts | in der Kirche St-Denis (Lage) | PM60003930    | Inscrit      | 1989  |      |
| Gemälde mit Holzrahmen: Kommunion |                                   | in der Kirche St-Denis (Lage) | PM60003929    | Inscrit      | 1989  |      |